# Alzamiento militar de enero de 1958 en Venezuela
El alzamiento militar del 1 de enero  de 1958 en Venezuela fue un movimiento en contra de la dictadura de Marcos Pérez Jiménez. El alzamiento fue un precedente inmediato y significativo a la caída de la dictadura que culminó unas semanas después en el golpe de Estado del 23 de enero.

## Alzamiento

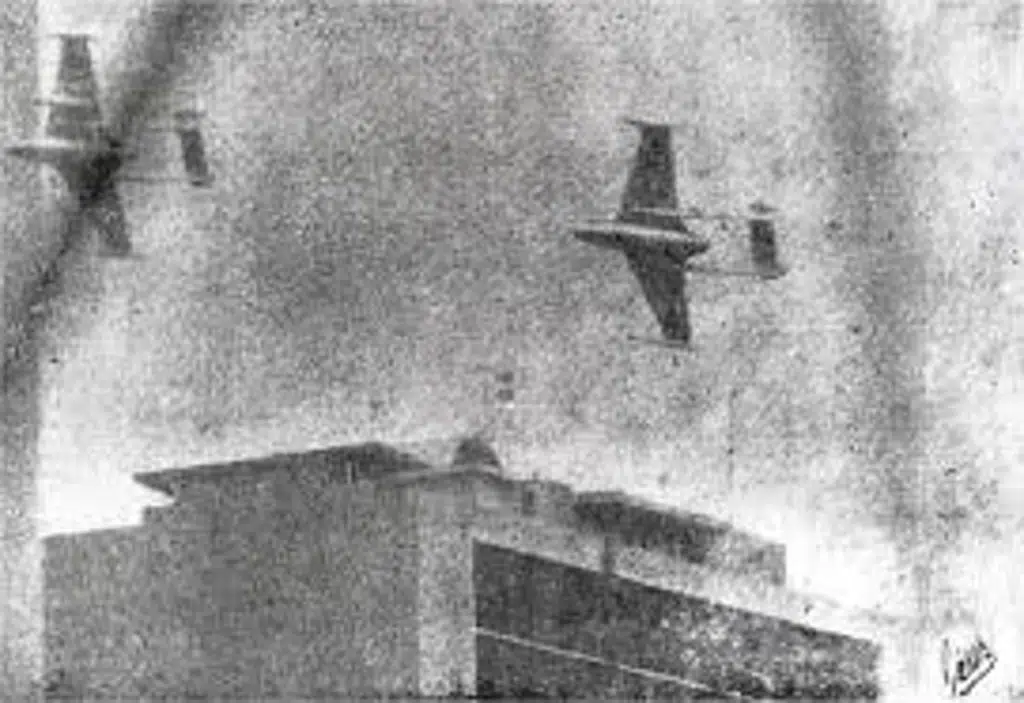
Aviones Havilland DH.100 Vampire de la Fuerza Aérea volando sobre las torres de El Silencio el 1 de enero de 1958.

El 1 de enero de 1958, varias unidades militares, dirigidas por el coronel Hugo Trejo, se alzaron en el país con la intención de derrocar al dictador Marcos Pérez Jiménez. En la mañana, aviones de la Fuerza Aérea despegaron desde la base militar de Boca de Río en Palo Negro, en el estado Aragua, y sobrevolaron Caracas con la intención de ametrallar el Palacio de Miraflores y el edificio sede de la Dirección de Seguridad Nacional, en la acción es herido un guardia del palacio.
Militares de la guarnición de Maracay se alzaron, tomando una emisora radial en el proceso. Dos unidades blindadas en Caracas, compuestas de tanques, también se sublevaron y salieron desde el cuartel Urdaneta, en Catia, hacia Maracay, en vez de hacerlo hacia el Palacio de Miraflores que estaba ubicado a pocos kilómetros. El levantamiento estaba planeado para tener lugar originalmente cinco días después, pero una delación obligó a que fuera adelantado. Errores en la coordinación de los movimientos, el adelanto prematuro del movimiento y el desconocimiento de los preparativos del alzamiento de una cantidad importante de oficiales militares llevaron al fracaso de la rebelión.

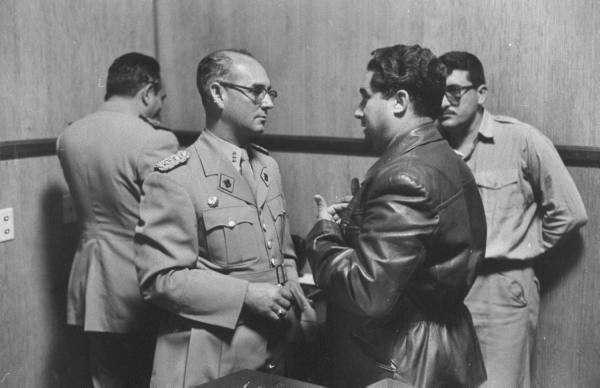
El coronel Carlos Luis Araque hablando con Hugo Trejo.

Después de que Hugo Trejo estacionara sus unidades en Los Teques, fue detenido en Maracay, y la guarnición de Maracay se rindió ante el coronel Roberto Casanova. La Marina no se pronunció sobre el alzamiento. Luego de volar varias veces sobre Caracas, trece pilotos alzados, al verse en desventaja, volaron hacia Barranquilla, Colombia, y aterrizaron en la madrugada del 2 de enero, donde recibieron asilo político. El gobierno frustró una huelga de prensa obligando  la circulación de los diarios de la época, insertando una nota oficial condenando los hechos.